# Cursa de relleus
En atletisme, les curses de relleus són proves per equips de quatre components en què un corredor recorre una distància determinada, després passa al següent corredor un tub rígid anomenat testimoni i així successivament fins que es completa la distància de la cursa. La passada del testimoni s'ha de realitzar dins d'una zona determinada de 20 metres de llarg i sense que aquest caigui a terra.
Les distàncies olímpiques són 4x100 metres relleus i 4x400 metres relleus. També són oficials les de 4×200, 4×800 i 4×1500m. En categories inferiors, i en algunes proves sènior, es disputa el Relleu suec, on es realitzen relleus de 100, 200, 300 i 400 metres completant un quilòmetre de carrera.
La tècnica bàsica de la cursa de relleus seria la de rebre i lliurar a mà canviada. El primer rellevista sortirà amb el relleu a la mà dreta o esquerra, corrent per l'interior de la corba. El seu company li esperarà al final del primer revolt a la part dreta del carrer. El corredor que lliura aquest primer relleu avisarà amb un "JA" al seu company que està corrent per la zona, quan se situï a uns dos metres i mig, senyal que servirà al seu company perquè porti el seu braç cap enrere per rebre el testimoni. El corredor que lliura el testimoni dipositarà ell mateix sobre la mà del seu company, que estarà ben estesa cap enrere. El receptor, amb un moviment ràpid de canell portarà el testimoni cap endavant.
A la cursa de 4x100 metres relleus, el rècord mundial en homes és de l'equip nacional de Jamaica, amb una marca de 37.10 segons, realitzada en els Jocs Olímpics de Beijing 2008, i el de les dones és de l'equip nacional d'Alemanya, amb 41.37 segons, realitzat l'any 1985.